# رالف ای. وینترز
رالف ای. وینترز (انگلیسی: Ralph E. Winters؛ ۱۷ ژوئن ۱۹۰۹ – ۲۶ فوریهٔ ۲۰۰۴) یک تدوین‌گر برنده دو جایزه اسکار اهل کانادا بود. او پس از سالیانی فعالیت در این حوزه به یکی از چهره های برجسته این حوزه در صنعت آمریکا تبدیل شد. 

## فیلمشناسی
- تپه‌های وطن (۱۹۴۸)
- در جستجوی تفریحات شهری (۱۹۴۹)
- معادن شاه سلیمان (۱۹۵۰)
- هفت عروس برای هفت برادر (۱۹۵۴)
- ستایش از یک مرد بد (۱۹۵۶)
- High Society (۱۹۵۶)
- راک در زندان (۱۹۵۷)
- بن هور (فیلم ۱۹۵۹) (۱۹۵۹)
- پلنگ صورتی (۱۹۶۳)
- پارتی (۱۹۶۸)
- The Thomas Crown Affair (۱۹۶۸)
- کچ (۱۹۷۹)
- ۱۰ (۱۹۷۹)
- ویکتور ویکتوریا (۱۹۸۲)